# Eurocentrizam
Eurocentrizam je pojam koji opisuje osobinu promatranja Europe kao najvažnijeg geografskog dijela i njegovo generaliziranje europskih pozitivnih osobina (npr. istraživački rad). Iako Sjeverna Amerika geografski nije dio Europe, ipak se uključuje u ovaj pojam.
Pojam "Bliski istok" je izraziti primjer eurocentrizma, pošto taj pojam nema nikakve veze s "istokom" za milijarde osoba koje žive na Indijskom potkontinentu, Indokini, Kini, Japanu, Koreji, Filipini i Indoneziji. Ispravniji geografski naziv bio bi Jugozapadna Azija.
Eurocentrizam se odnosi na tumačene povijesti i kultura ne-europskih društava iz europske (ili zapadne) perspektive.
Ideje eurocentrizma su:
- ignoriranje ili podcjenjivanje ne-europskih društava kao manje vrijednih od zapandoeuropskih.
- ignoriranje ili podcjenjivanje toga što Azijati ili Afrikanci rade u svojim društvima.
- promatrati ne-europska društva samo kroz svjetlo europskih termina, ili proširenja Europe na ova društva i njen "civlizacijski utjecaj".[3]